# Maccheroni alla molinara
I Maccheroni alla molinara sono un tipo di pasta tipica delle provincie di Teramo e Pescara, realizzata acqua, semola e farina. Fa parte dei Prodotti agroalimentari tradizionali abruzzesi.